# Catedrala din Salisbury
Catedrala Sfânta Fecioară Maria este o biserică anglicană din orașul Salisbury, Marea Britanie. Aceasta este una dintre cele mai importante catedrale medievale engleze și este reședința episcopului de Salisbury. Ea deține un record important, și anume este catedrala cea mai înaltă din această țară și una dintre cele mai înalte din lume, turnul ei având o înălțime de 123 de metri.

## Istorie și arhitectură
După Conciliul de la Londra, din anul 1075, s-a hotărât ca scaunul episcopal de la Ramsbury să fie transferat la Salisbury. După acest eveniment a început construcția unei catedrale, finalizată în anul 1078. În urma neînțelegerilor politice dintre cler și autoritățile locale, episcopul Richard Poore a decis să construiască o nouă catedrală, undeva mai la merginea orașului. O veche legendă spune că Richard a tras o săgeată pentru a vedea unde va construi lăcașul în funcție de locul unde va ateriza. Săgeata a lovit un cerb care a murit chiar în locul unde avea să fie construită catedrala mai târziu. Noua catedrală a fost construită în stil gotic, între anii 1220-1320. Materialele au fost aduse de la vechea catedrală, care a fost demolată, iar lucrările au fost finanțate din banii episcopului și din donațiile oamenilor.
Datorită altitudinii joase a zonei, fundația catedralei a fost construită la numai 1,3 m de sol. Continuând construcția, nava, transeptul și corul au fost terminate abia în 1258. Aripa vestică a fost gata în anul 1265, fiind complet terminată abia în jurul anului 1280. Datorită timpului scurt în care a fost construită, catedrala este construită într-un singur stil: stil gotic englez timpuriu. În anul 1320 catedrala a fost finalizată și sfințită.
Catedrala din Salisbury deținea în complexul ei cea mai mare mănăstire din Anglia medievală. După Reforma Protestantă din secolul al XVI-lea, lăcașul, inițial romano-catolic, a devenit anglican, iar mănăstirea au fost desființată. 
Catedrala are cel mai înalt turn din Marea Britanie. Cele mai importante elemente componente ale catedralei sunt: deambulatoriul, vechea mănăstire, clopotnița și celebrul turn (123 m – construcția sa fiind terminată abia în 1320). Deși cea mai fascinantă parte a catedralei este clopotnița, a fost și cea care a cauzat cele mai multe probleme. Împreună cu turnul, ar fi adăugat 6397 de tone la greutatea întregii catedrale. Fără existența unor contraforturi, a arcelor de sprijin și a barelor de oțel, întreaga clădire s-ar fi prăbușit. Cu toate acestea, catedrala din Salisbury este cea mai înaltă clădire dinainte de 1400 care încă stă în picioare. Modificări importante în structura acesteia s-au făcut în 1790, de către arhitectul James Wyatt, incluzând schimbarea iconostasului original și demolarea turnului care adăpostea clopotul, construcție care se afla la 100 m de catedrală, devenind astfel una dintre cele 3 catedrale ale Angliei, care nu are bătăi de clopote, alături de Catedrala din Norwich și Catedrala din Ely. Picturile din catedrală sunt făcute de către John Constable. Viziunile înfățișate în picturi s-au schimbat foarte puțin de-a lungul timpului. Catedrala este de asemenea și spațiul de desfășurare a acțiunii pentru romanul „The Spire” („Clopotnița”) scris de William Golding. Vizitatorii pot să facă „Turul Turnului”, unde poate fi vizionat interiorul gol al turnului.

## Galerie de imagini

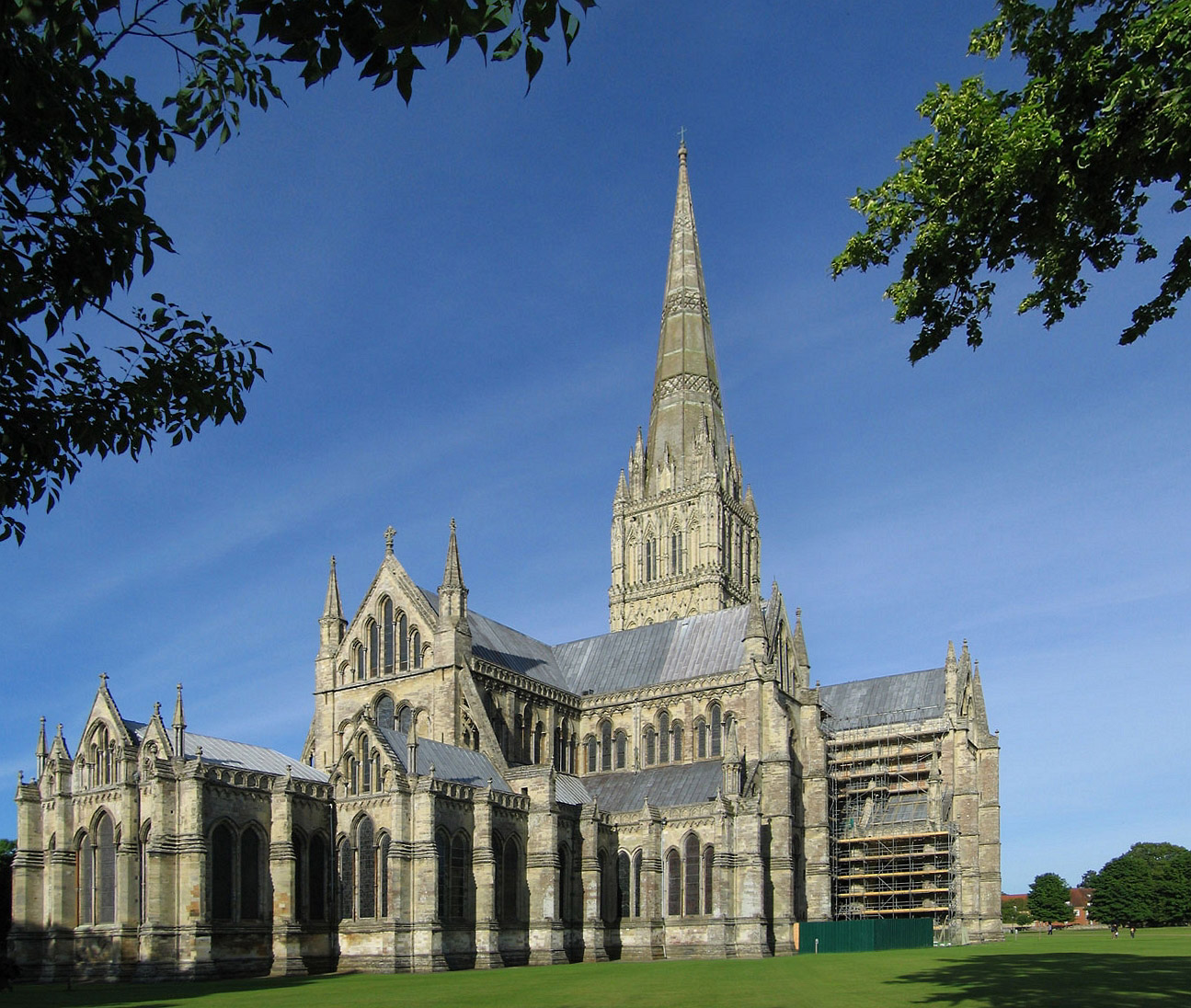
Vedere din exterior
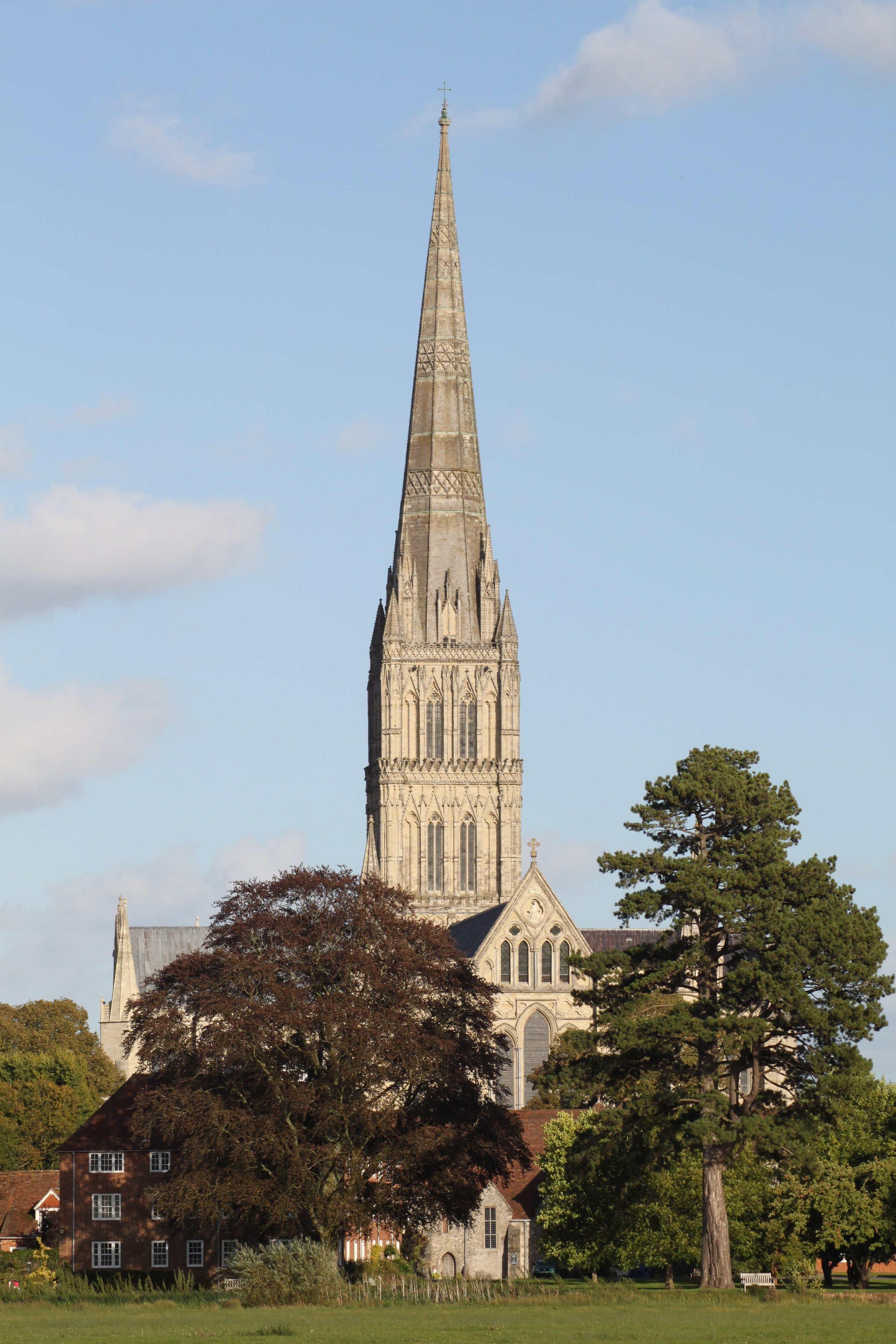
Turnul
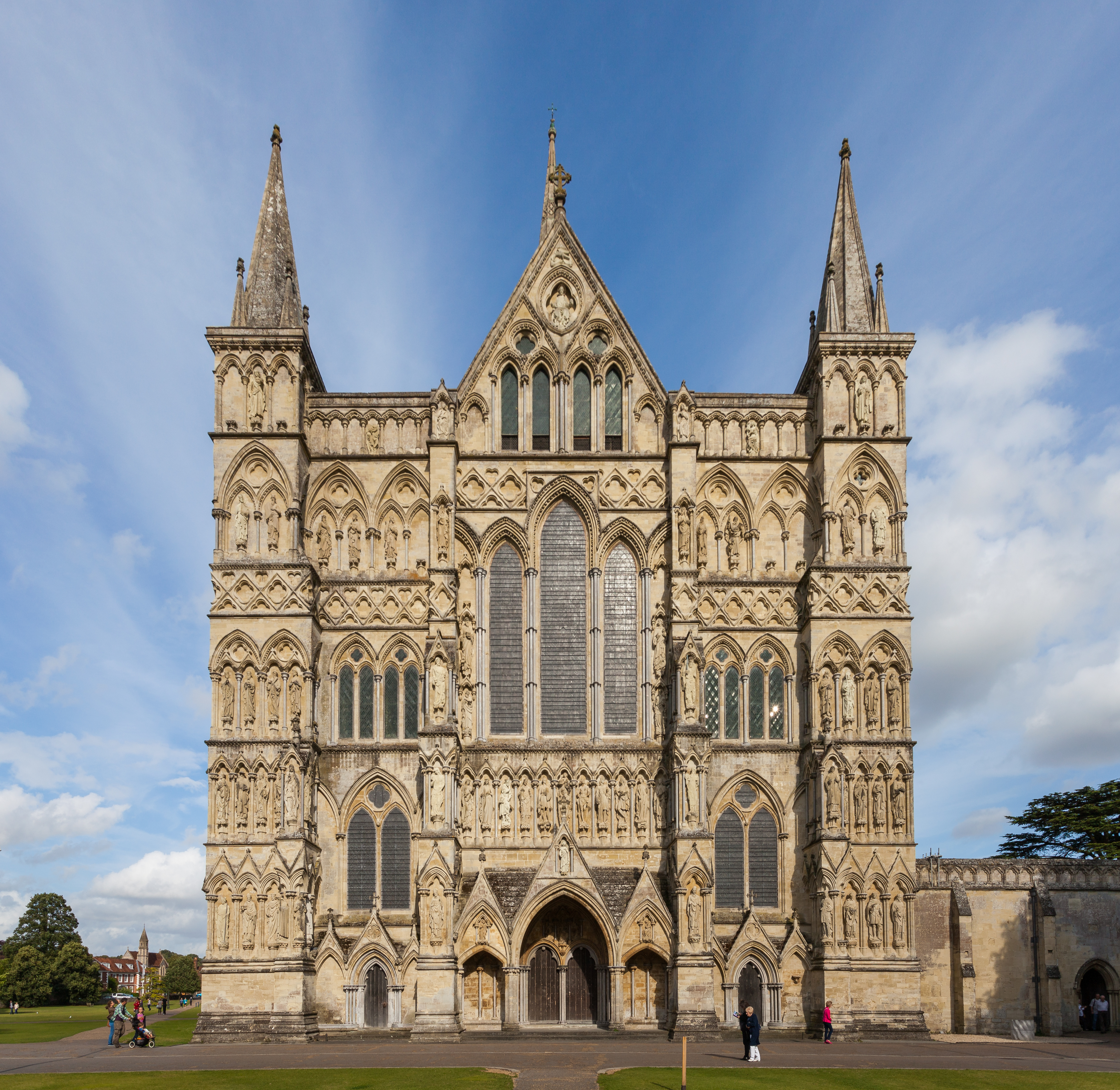
Fațada
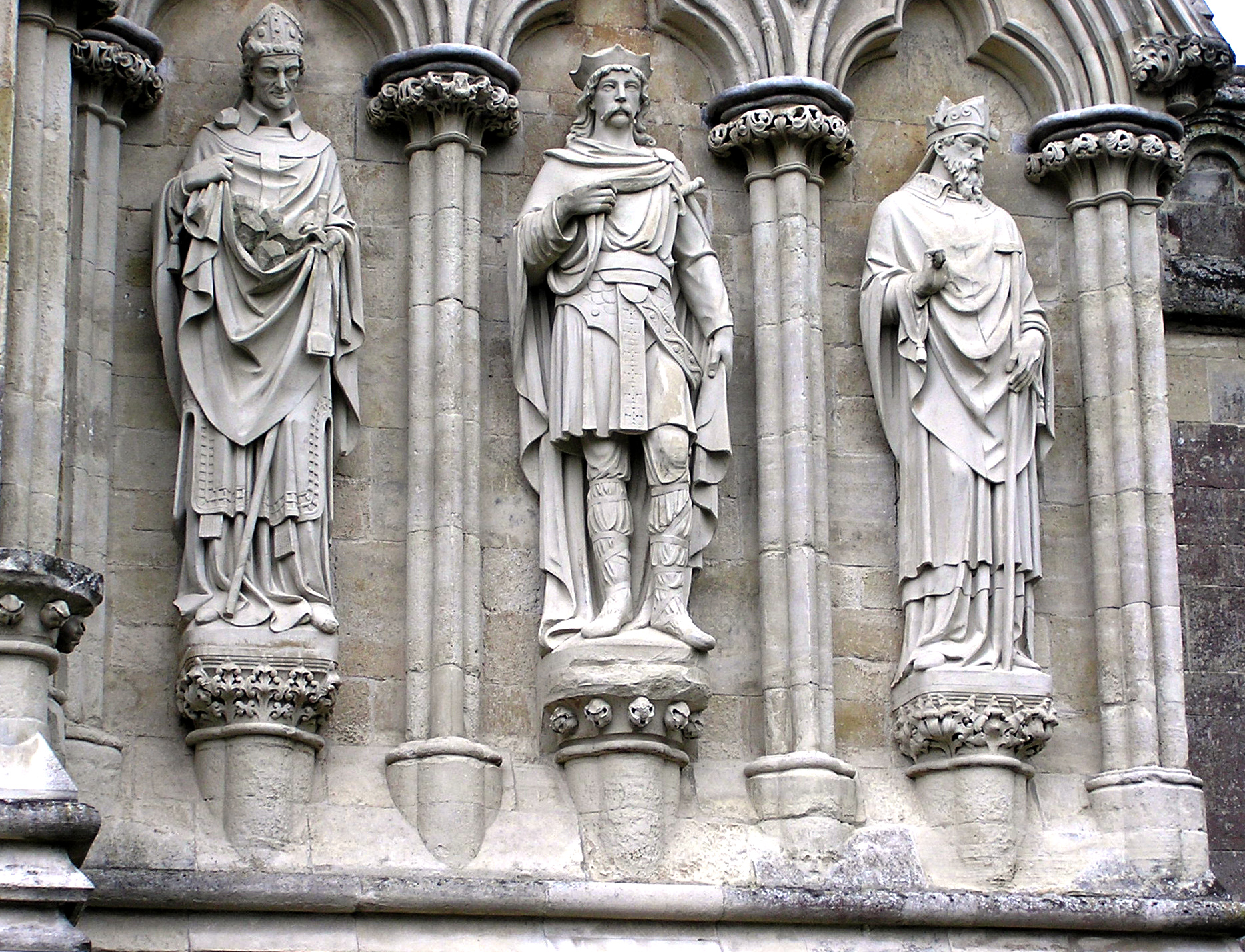
Statui de pe fațadă
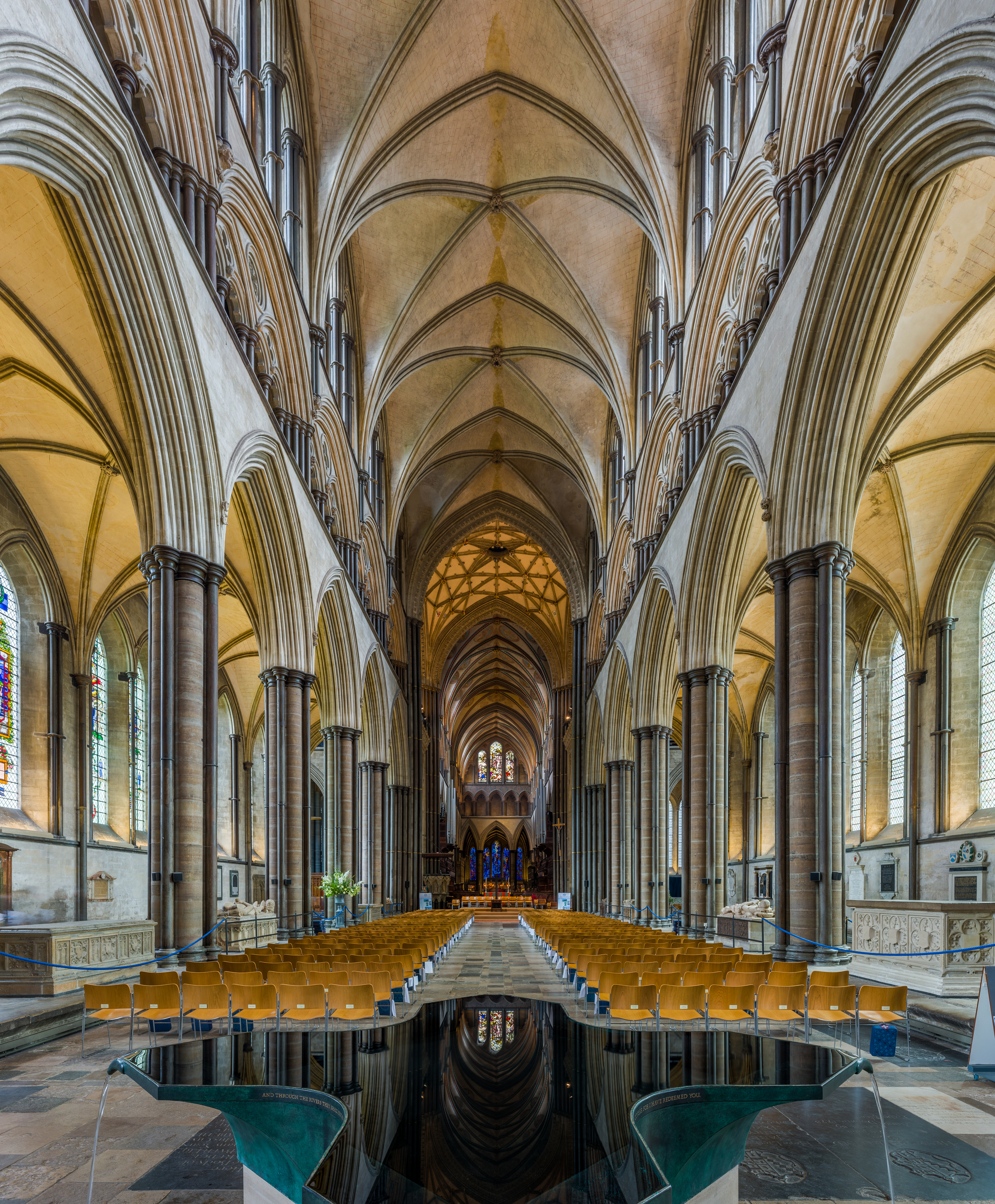
Vedere din interior
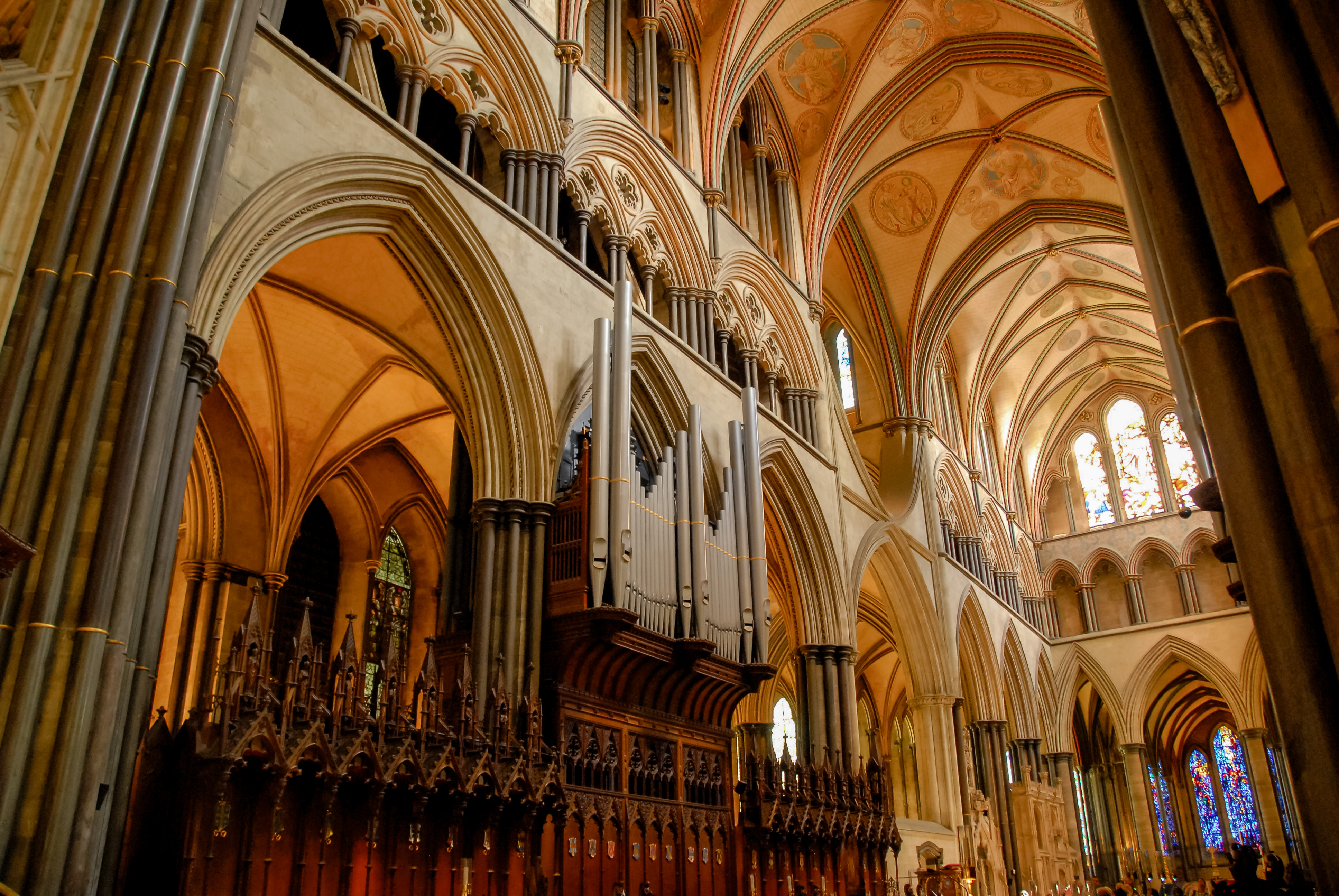
Interior